# Massif du Chaillu
Le massif du Chaillu est un massif montagneux situé à la frontière entre le Sud du Gabon et l'Ouest de la république du Congo. Il s'étend entre les villes de Koulamoutou à l'est et de Lébamba à l'ouest. Au nord, il entre profondément dans le parc national de la Lopé. Il culmine au mont Milondo, à 1 020 mètres d'altitude, et comprend aussi le mont Iboundji, à 972 mètres d'altitude. Plusieurs affluents de l'Ogooué y trouvent leur source.
Le parc national de Birougou, riche en espèces rares, se situe au cœur du massif.
Il tient son nom de l'explorateur Paul Belloni Du Chaillu qui explora cette partie centrale du Gabon au milieu du XIXe siècle.